# 赤川次郎
赤川 次郎（あかがわ じろう、本名同じ、1948年〈昭和23年〉2月29日 - ）は、日本の小説家。福岡県福岡市博多区出身。血液型はA型。桐朋高等学校卒業。父は元満洲映画協会、東映プロデューサーの赤川孝一。

## 来歴
3歳の頃に手塚治虫の漫画に影響を受け、小学生の時には漫画を描き始めるも挫折。中学時代に『シャーロック・ホームズの冒険』に出会い、3年生の時に見よう見まねで小説を書き始める。当時よく読んでいたジャンルに影響され、中世ヨーロッパの騎士の物語などを書いていた。空想好きの少年であったようで、恋愛も自分が空想していたとおりであったとエッセイに書いている。
父・赤川孝一は他に家庭を持っていたので別居しており、幼少時もほとんど顔を合わせていなかったが、転勤によって東京に引っ越したため、赤川は小学校の担任の薦めにより中高一貫教育の私立桐朋学園を受験することになる。無事に合格して進学したが、勉強も運動も苦手でなおかつ金銭的にも困窮していたため、楽しい学校生活ではなかった。高校2年生の時に孝一が退社してしまい収入源が完全に断たれたため、大学進学は諦め就職を決意。卒業後18歳で日本機械学会事務局編修課に就職し、主に機械工学の雑誌に掲載する学術論文を校正する仕事に従事する。しかし休日には誰かに読ませるあてもないまま、自らのために小説を書き続けていた。25歳で結婚し、2年後に娘が産まれる。この頃プロを目指すことを決意し、サラリーマン生活を続けながらシナリオを投稿するようになる。そして天知茂主演のテレビ朝日系テレビドラマ『非情のライセンス』のシナリオ募集に初入選する。ほとんど手直しされないまま放送され、初めて“脚本・赤川次郎”と名前が出て喜んだ反面、会社にはばれてしまった。
1976年、28歳の時に「幽霊列車」でオール讀物推理小説新人賞を受賞し、小説家デビュー。1978年には当時主に社会派ミステリーを発行していた光文社カッパ・ノベルスから出版された『三毛猫ホームズの推理』が異色作としてヒットし脚光を浴びる。これを契機に小説の依頼が増え、睡眠時間が取れないほど多忙になっただけでなく原稿料収入も給料の2倍程になったため、妻にも背中を押されて退社を決意。12年のサラリーマン生活を終え、30歳で専業作家となる。その直後に『セーラー服と機関銃』を発表した。1980年、『上役のいない月曜日』が第83回直木賞候補となる。その後も「三姉妹探偵団」シリーズや「杉原爽香」シリーズなど、さまざまな人気シリーズを生み出す。2016年にはデビュー40年目にして『東京零年』で第50回吉川英治文学賞を受賞した。
難解な表現をあえて避けた優しい文章と軽妙な表現を得意とし、余人に真似ができないスタイルを構築しており、2015年現在でも年に10冊の執筆をするなど創作意欲は衰えない。推理小説（ユーモアミステリー）のほか、ホラーや青春ものなど作品のジャンルは多岐に及ぶ。
誕生日が2月29日であるために、1987年に刊行された『三毛猫ホームズの登山列車』（カッパ・ノベルズ）の著者近影では「たったの10回。ゆえに正確には10歳」と記載されている。多い時には年に20作以上執筆していたこともあり、2006年8月に作家生活30年を迎え、執筆作品は480作に達した。その後も著作数は増え続け、2008年には500作、2019年末には660冊を突破した。著作の累計発行部数は2015年時点で3億3000万部を超えている。
オペラや演劇鑑賞を行い論評するなど、芸術評論も物し、評論集が出版されている。

## 人物
漢字変換の際に文章を書くリズムが崩れるのが嫌なため、ワードプロセッサやパソコンは使わず、原稿用紙にサインペンを使って手書きで執筆する。
赤川は「個人になにかを強制する力」に対して強い反発を覚える。例として日の丸・君が代問題、会社における忘年会や慰安旅行、労働組合が主催する運動会への参加といったものへに反発がある。警察官を主人公とする作品が苦手なのも、どんなに魅力的な登場人物であっても警察官であるからには背後に「権力」が存在するため、なじめないからであると1981年執筆のエッセイ「シリーズ・キャラクターについて」で明かしている。
2012年に橋下徹が、観客動員数が少ないことを理由に文楽事業への補助を打ち切った際には『朝日新聞』への投書で批判した。2021年6月には東京2020オリンピックの開催強行を「経済は取り戻せても、人の命は取り戻せない。医療も報道も、それぞれ良識と良心をかけて、五輪開催に反対の声を上げるとき」と批判。朝日新聞で連載していた芸術評論コラム『三毛猫ホームズと芸術三昧!』は連載中に起きた東日本大震災と福島第一原子力発電所事故を受け内容が時事評論に変貌した（書籍化された際には、『三毛猫ホームズのあの日まで・その日から　―日本が揺れた日―』とタイトルも改められた）。

## 受賞歴
- 1976年 - 「幽霊列車」で第15回オール讀物推理小説新人賞[2]
- 1980年 - 『悪妻に捧げるレクイエム』で第7回角川小説賞
- 2006年 - 第9回日本ミステリー文学大賞
- 2016年 - 『東京零年』第50回吉川英治文学賞[14]

## 著書

### シリーズ作品（小説）

#### その他のシリーズ
- セーラー服と機関銃シリーズ
  - セーラー服と機関銃（1978年、主婦と生活社・21世紀ノベルス）のち角川文庫
  - 卒業 セーラー服と機関銃・その後（1987年、カドカワノベルズ）のち角川文庫
    - 【改題】セーラー服と機関銃・その後 - 卒業 - （2006年、角川文庫・改版）

  - セーラー服と機関銃3 疾走（2016年、角川文庫）
- 「花嫁」シリーズ （ジョイ・ノベルス）
- 「マザコン刑事」シリーズ （トクマ・ノベルズ）
  - マザコン刑事の事件簿
- 「一億円」シリーズ（新潮社）
  - 一億円もらったら（1998年）
  - 不幸、買います（1999年3月）
- 「夫は泥棒、妻は刑事」シリーズ （トクマ・ノベルズ）
- 「天使と悪魔」シリーズ（カドカワノベルズ、カドカワ・エンタテインメント）
- 「南条姉妹」シリーズ（集英社）
- 「懐かしの名画」ミステリーシリーズ
  - 血とバラ（1980年4月、角川文庫）
  - 悪魔のような女（1981年11月　角川文庫）
  - 埋もれた青春（1988年9月、角川文庫）
  - 明日なき十代（1999年、廣済堂出版）のち角川文庫
- 「真夜中のオーディション」シリーズ
- 「MとN探偵局」シリーズ（ジョイ・ノベルス）
- 「怪異名所巡り」シリーズ（集英社）のち集英社文庫、のち「あいにおまかせ!? 幽霊バスツアー」シリーズに改題・集英社みらい文庫
- 「闇からの声」シリーズ（教室の正義・悪夢の果て）
- 「当節怪談事情」シリーズ

### シリーズ外作品（小説）
- 死者の学園祭（1977年6月、ソノラマ文庫）のち角川文庫
- マリオネットの罠（1977年7月、文藝春秋）のち文春文庫
- 赤いこうもり傘（1978年6月、ソノラマ文庫）のち角川文庫
- 死者は空中を歩く（1979年4月、トクマ・ノベルズ）のち徳間文庫、角川文庫
- 上役のいない月曜日（1980年3月、文藝春秋）のち文春文庫
- 幽霊から愛をこめて（1980年3月、集英社文庫）
- 招かれた女（1980年3月、祥伝社）のち角川文庫
- 駈け落ちは死体とともに（1983年6月、集英社文庫）
- 幻の四重奏（1980年4月、ソノラマ文庫）のち角川文庫
- 土曜日は殺意の日（1980年6月、広済堂出版）のち「孤独な週末」に改題、角川文庫、徳間文庫
- 結婚案内ミステリー風（1980年6月、主婦と生活社）のち角川文庫
- 死体置場で夕食を（1980年6月、トクマ・ノベルズ）
- 一日だけの殺し屋（1980年6月、青樹社）のち角川文庫
- 悪妻に捧げるレクイエム（1980年9月、角川書店）
- さびしがり屋の死体（1980年11月、角川書店）のち角川文庫
- 昼下がりの恋人達（1980年11月、桃源社）のち角川文庫
- 裁きの終わった日（1980年12月、文藝春秋）のち文春文庫
- サラリーマンよ悪意を抱け（1980年12月、新潮社）のち新潮文庫
- ハムレットは行方不明（1981年4月、集英社文庫）
- 青春共和国（1981年5月、徳間文庫）
  - 収録作品：青春共和国 / 鏡の中の悪魔
- 毒 ポイズン（1981年8月、集英社）のち文庫
- 冬の旅人（1981年9月、大和ノヴェルス）のち角川文庫
- 裏口は開いていますか?（1981年10月、サンケイ出版）のち文春文庫
- 真夜中のための組曲（1981年11月、講談社文庫）
- いつか誰かが殺される（1981年12月、カドカワノベルズ）のち角川文庫
- 黒い森の記憶（1981年12月）
- プロメテウスの乙女（1982年3月、角川書店）のち角川文庫、双葉文庫
- 世界は破滅を待っている（1982年3月）のち角川文庫、徳間文庫
- 女社長に乾杯!（1982年4月、新潮社）のち角川文庫、新潮文庫
- 顔のない十字架（1982年4月、カッパノベルズ）のち角川文庫、光文社文庫
- 充ち足りた悪漢たち（1982年5月、文春文庫）
- 僕らの課外授業（1982年9月）のち角川文庫
- 晴れ、ときどき殺人（1982年10月、カドカワノベルズ）のち角川文庫
- 自殺行き往復切符（1982年10月、主婦と生活社）のち角川文庫
- 探偵物語（1982年11月、カドカワノベルズ）のち角川文庫
- 一番長いデート（1982年11月、集英社文庫コバルトシリーズ）
- おやすみ、テディ・ベア 上下（1982年11月、カッパ・ノベルス）のち角川文庫、光文社文庫
- ミステリ博物館（1982年11月、双葉社）のち角川文庫、徳間文庫
- ホームタウンの事件簿（1982年11月、新潮社）のち角川文庫
- 田園殺人事件（『過去から来た女』に改題）（1983年9月、双葉ノベルス）のち角川文庫
- 殺人よ、こんにちは（1983年3月、カドカワノベルズ）のち角川文庫
- ヴァージン・ロード （1983年4月、新潮社）のち新潮文庫
- 霧の夜にご用心（1983年5月、カドカワノベルズ）のち角川文庫
- 沈める鐘の殺人（1983年5月、講談社ノベルス）のち講談社文庫
- 名探偵はひとりぼっち（1983年5月、角川書店）のち角川文庫
- 復讐はワイングラスにうかぶ（1983年5月、新潮文庫）のち集英社文庫
- 夜（1983年6月、カドカワノベルズ）のち角川文庫
- こちら、団地探偵局（1983年8月、潮出版社）のち角川文庫
- 静かなる良人（1983年8月、中央公論新社）のち中央文庫
- 死者におくる入院案内（1983年9月、ジョイ・ノベルス）のち新潮文庫
- 愛情物語（1983年11月、カドカワノベルズ）のち角川文庫
- 昼と夜の殺意（1983年11月）のち徳間文庫
- かけぬける愛（1983年12月、潮出版社）のち角川文庫
- 死体は眠らない（1984年2月、カドカワノベルズ）のち角川文庫
- 真実の瞬間（1984年3月、新潮社）のち新潮文庫、角川文庫
- たとえば風が（1980年9月、角川文庫）のち双葉文庫
- 払い戻した恋人（1984年7月、集英社）のち集英社文庫
- ト短調の子守歌（1984年8月、新潮社）のち新潮文庫、角川文庫
- ビッグボートα（1984年8月、光文社文庫）
- 殺人はそよ風のように（1984年9月、光文社文庫）のち角川文庫
- あの角を曲がって（1984年10月、集英社）
- 失われた少女（1984年10月、双葉社）のち双葉文庫、角川文庫
- 二人だけの競奏曲（1984年10月、講談社）横田順彌との共著
- 魔女たちのたそがれ（1984年11月、カドカワノベルズ）のち角川文庫、角川ホラー文庫
- 壁際族に花束を（1985年1月、小学館）
- 幽霊物語（1985年1月、集英社）
- 早春物語（1985年2月、角川書店）のち角川文庫
- 本日は悲劇なり（1985年3月、中央公論社）のち中央文庫
- 明日を殺さないで（1985年5月、角川書店）のち角川文庫
- 湖畔のテラス（1985年6月、集英社）のち集英文庫
- 遅れて来た客（1985年9月、光文社）
- 泥棒物語（1986年2月、角川書店）のち角川文庫
- 踊る男（1986年4月、新潮社）のち新潮文庫、角川文庫
- 勝手にしゃべる女（1986年6月、新潮社）のち新潮文庫、角川文庫
- ロマンティック（1986年8月、角川書店）のち角川文庫
- 棚から落ちて来た天使（1986年10月、講談社ノベルズ）のち光文社文庫
- まっしろな窓（1986年10月、文藝春秋）のち文春文庫
- 追憶時代（1986年11月、角川書店）のち角川文庫
- 怪奇博物館（1986年12月、フタバノベルス）のち双葉文庫、角川ホラー文庫
- 冒険入りタイム・カプセル（1987年6月、角川書店）のち角川文庫、徳間文庫
- 砂のお城の王女たち（1985年10月、新潮社）のち新潮文庫、集英社文庫
- 恋愛届を忘れずに（1989年3月、角川書店）のち角川文庫
- 模範怪盗一年B組（1986年9月、光文社文庫）
- 自選恐怖小説集　さよならをもう一度（1994年、角川ホラー文庫）
- 白い雨（1987年7月、光文社文庫）
- 窓からの眺め（1988年12月、文藝春秋）のち文春文庫
- 禁じられたソナタ（1988年、小学館）のち小学館文庫、角川文庫
- 殺人を呼んだ本（1988年、双葉社）のち双葉文庫、角川文庫
- ふたり（1989年、新潮社）のち新潮文庫
- アンバランスな放課後（1989年、角川書店）のち角川文庫
- 微熱（1990年、講談社）のち講談社ノベルズ、講談社文庫
- 黒鍵は恋してる（1991年、集英社）のち集英社文庫
- クリスマス・イヴ（1991年、双葉社）のち角川文庫
- こちら、団地探偵局 PART2（1993年7月、双葉文庫）のち角川文庫
- やさしい季節（1993年、角川書店）のち角川文庫
- 別れ、のち晴れ（1993年、新潮社）のち新潮文庫
- ネガティヴ（1994年、集英社）のち集英社文庫
- ミス（1994年、読売新聞社）
- 十字路（1994年、双葉社）のち双葉文庫
- いつもと違う日-ミステリー傑作集（1994年、光文社）
- キャンパスは深夜営業（1994年、光文社）のち光文社文庫、角川文庫
- 滅びの庭（1996年4月、角川ホラー文庫）
- 乙女の祈り（1996年、講談社文庫）
- 赤頭巾ちゃんの回り道（1997年、双葉社）のち双葉文庫、角川文庫
- めざめ（1997年、新潮文庫）
- くちづけ（1997年、角川書店）のち角川文庫
- 作者消失（1998年、カドカワ・エンタテインメント）のち角川文庫
- 家族カタログ（1998年、角川書店）のち角川文庫
- 試写室25時（1998年、集英社）のち集英社文庫
- 恋占い（1999年、新潮社）のち新潮文庫
- 回想電車（1999、集英社）のち集英社文庫
- おやすみ、夢なき子（1999年、講談社）のち講談社文庫
- あなたも殺人犯になれる!（2000年1月、角川書店）
- 秘密のひととき（2000年1月、集英社）のち集英社文庫
- 乳母車の狙撃者（2000年、主婦と生活社）
- 晩夏（2000年、新潮社）
- 迷子の眠り姫（2000年、中央公論新社）
- 幽霊の怪（2000年、角川書店）
- そして、楽隊は行く（2000年、マガジンハウス）
- 友に捧げる哀歌（2001年、主婦と生活社）
- 二重奏（2001年、講談社）
- 授賞式に間に合えば（2002年4月、光文社）
- 校庭に、虹は落ちる（2002年、新潮社）
- メリー・ウィドウ・ワルツ（2002年、講談社）
- 白鳥の逃亡者（2003年、日本放送出版協会）
- 友よ（2003年、カドカワ・エンタテインメント）
- 今日の別れに（2003年、角川書店）
- さすらい（2004年、新潮社）
- 森がわたしを呼んでいる（2004年、新潮社）
- 落葉同盟（2005年、カドカワ・エンタテインメント）
- 国境の南（2005年、双葉社）
- 悲劇のヒロイン（2006年、ハルキノベルス）
- 夢であいましょう（2009年、朝日新聞出版）
- 指定席（2010年、光文社）
- 交差点に眠る（2011年1月、幻冬舎）
- 台風の目の少女たち（2012年3月）
- 東京零年（2015年8月、集英社）
- たそがれの侵入者（2022年、フタバノベルズ）
- 余白の迷路（2023年、角川書店）[15]
- 暗殺（2024年、新潮社）

### ショートショート
- 散歩道（2002年2月、光文社）
- 間奏曲（2006年12月、光文社）
- 指定席（2012年8月、光文社）
- 「謎」3分間劇場（光文社文庫）
  - 1 あざやかな結末（2025年3月）
  - 2 心あたたまる物語（2025年5月）
- 新しい法律ができた（2025年5月、講談社）[16]

### 小説以外
- 僕のミステリ作法（1983年7月） - エッセイ
- 赤川次郎ワンダーランド（1983年10月） - エッセイ
- 夢から醒めた夢―冒険配達ノート（1986年11月 角川書店） - 自身の娘のために書き下ろした絵本[17]
- イマジネーション 今、もっとも必要なもの（2004年、光文社 のち文庫）

## メディアミックス

### テレビドラマ
テレビ朝日系
- 土曜ワイド劇場
  - 幽霊シリーズ（1978年1月14日 - 1984年12月8日、全9作、主演：浅茅陽子【第1作 - 第7作】、藤谷美和子【第8作 - 第9作】）
  - 三毛猫ホームズシリーズ（1979年12月1日 - 1984年12月22日、全6作、主演：石立鉄男）
  - 恋人交換殺人事件（1982年2月20日、主演：池上季実子、原作：死体置場で夕食を）
  - 結婚案内ミステリー風（1984年5月5日、主演：多岐川裕美、原作：幽霊志願『結婚案内ミステリー風』所収）
  - 盗みは人のためならず（1989年3月18日、主演：杉良太郎、原作：ヴィーナスの腰布『盗みは人のためならず』所収）
  - 三毛猫ホームズシリーズ（1996年9月23日 - 1998年2月21日、全2作、主演：陣内孝則）

- 傑作推理劇場「善の研究」（1981年8月20日、主演：笠智衆）
- 月曜ワイド劇場
  - ホームタウンの事件簿（1983年5月9日、主演：市毛良枝、原作：私語を禁ず『ホームタウンの事件簿』所収）
  - 団地妻の告白（1983年8月13日、主演：市毛良枝、原作：罪ある者の象徴『ホームタウンの事件簿』所収）

- 火曜ミステリー劇場
  - 三毛猫ホームズシリーズ（1989年9月26日 - 1991年4月23日、全3作、主演：三浦洋一）
  - 忘れられた花嫁（1990年5月8日、主演：小野寺昭）

- 月曜ドラマ・イン ふたり（1997年4月14日 - 6月23日、全11話、主演：奥菜恵、一色紗英）
- ウィークエンドドラマ 幻想ミッドナイト 第7話「見果てぬ夢」（1997年11月23日、主演：筧利夫）
- 金曜ナイトドラマ 霊感バスガイド事件簿（2004年4月16日 - 6月18日、全10話、主演：菊川怜、原作：怪異名所巡りシリーズ）
- 赤川次郎ミステリー 4姉妹探偵団 （2008年1月18日 - 3月14日、全9話、主演：夏帆、原作：三姉妹探偵団シリーズ）

日本テレビ、読売テレビ系
- 火曜サスペンス劇場
  - ママに殺意を（1981年11月17日、主演：市毛良枝、原作：孤独な週末）
  - ハムレットは行方不明（1981年12月22日、主演：柴田恭兵）

- 木曜ゴールデンドラマ 闇の足音（1984年6月21日、主演：いしだあゆみ）
- 土曜グランド劇場
  - 三姉妹探偵団（1998年1月10日 - 3月21日、全10話、主演：吉川ひなの、鈴木蘭々、野村佑香）
  - 三毛猫ホームズの推理（2012年4月14日 - 6月23日、全11話、主演：相葉雅紀）

- 木曜ミステリーシアター 赤川次郎原作 毒〈ポイズン〉（2012年10月4日 - 12月27日、全13話、主演：綾部祐二）

フジテレビ系
- セーラー服と機関銃（1982年7月5日 - 9月20日、全11話、主演：原田知世）
- 木曜ファミリーワイド マザコン刑事の事件簿（1983年3月3日、主演：岸本加世子、原作：独りぼっちの披露宴『マザコン刑事の事件簿』所収）
- ライオン午後のサスペンス 静かなる良人（1984年3月5日 - 3月30日、全20話、主演：市毛良枝）
- ヴァージン・ロード（1984年11月17日、主演：岸本加世子）
- 金曜女のドラマスペシャル かけぬける愛（1985年4月19日、主演：紺野美沙子）
- 日生ファミリースペシャル のぶ子マイウェイ（1985年6月13日、主演：藤谷美和子、原作：女社長に乾杯!）
- 月曜ドラマランド 吸血鬼はお年ごろ〜永すぎた春（1985年9月2日、主演：早見優、原作：永すぎた冬『吸血鬼はお年ごろ』所収）
- 木曜ドラマストリート
  - 孤独な週末（1985年10月17日、主演：岸本加世子）
  - 払い戻した恋人（1985年10月24日、主演：藤谷美和子）
  - 明日を殺さないで（1985年10月31日、主演：渡辺典子）
  - 復讐はワイングラスに浮かぶ（1985年11月14日、主演：柏原芳恵）
  - 名探偵はひとりぼっち（1985年11月21日、主演：風見慎吾）
  - 殺人よ、こんにちは（1985年11月28日、主演：工藤夕貴）
  - 赤いこうもり傘（1985年12月5日、主演：松本伊代）
  - 花嫁の父（1985年12月12日、主演：田村高廣）
  - 殺人はそよ風のように（1985年12月19日、主演：伊藤麻衣子）
  - 一日だけの殺し屋（1986年1月23日、主演：風間杜夫）
  - 三姉妹探偵団（1986年2月20日、主演：和由布子、河合美智子、遠藤由美子）

- 世にも奇妙な物語
  - 春の特別編「回想電車」（2007年3月26日、主演：小日向文世）
  - 春の特別編「透き通った一日」（2008年4月2日、主演：北乃きい、原作：透き通った一日「七つの危険な真実」所収）

TBS、BS-i系
- おやすみ、テディ・ベア（1983年8月9日、主演：松本伊代）
- 探偵物語（1984年1月8日 - 1月29日、全4話、主演：渡辺典子）
- 新鋭ドラマシリーズ わが子はアイスキャンデー（1984年3月11日、主演：島英二、原作：わが子はアイス・キャンデー『充ち足りた悪漢たち』所収）
- ザ・サスペンス ふたりの恋人（1984年8月18日、主演：シブがき隊）
- 早春物語〜私、大人になります〜 （1986年5月23日 - 7月18日、全9話、主演：荻野目洋子、北大路欣也）
- すてきな三角関係 壁際族に花束を（1987年6月2日 - 7月7日、全6話、主演：石川秀美、原作：壁際族に花束を）
- 花王 愛の劇場 子子家庭は危機一髪（1990年7月19日 - 9月13日、全35話、主演：尾羽智加子）
- 月曜ドラマスペシャル 冠婚葬祭殺人事件（1997年8月25日、主演：西村和彦）
- 告別（2001年2月24日、主演：峰岸徹、原作：長距離電話『告別』所収）
- モーニング娘。サスペンスドラマスペシャル「三毛猫ホームズの犯罪学講座」（2002年12月28日、主演：安倍なつみ）
- 金曜ドラマ セーラー服と機関銃（2006年10月13日 - 11月24日、全7話、主演：長澤まさみ）

テレビ東京系
- マザコン刑事の事件簿（1990年2月25日 - 4月1日、全6話、主演：渡辺裕之）
- 泥棒に手を出すな!（1990年10月17日 - 12月26日、全11話、主演：田中好子、佐藤浩市、原作：夫は泥棒、妻は刑事シリーズ）
- 週刊 赤川次郎（2007年7月3日 - 9月25日、全13話、オムニバスドラマ）

NHK総合系
- NHK子どもパビリオン ふたり（1990年11月9日 - 11月16日、前後編、主演：石田ひかり、中嶋朋子）
- 木曜時代劇
  - 鼠、江戸を疾る（2014年1月9日 - 3月20日、全9話、主演：滝沢秀明）
    - 鼠、江戸を疾る2（2016年4月14日 - 6月2日、全8話）

### 映画
- セーラー服と機関銃（1981年12月19日公開、配給：東映、監督：相米慎二、主演：薬師丸ひろ子）
- 探偵物語（1983年7月16日公開、配給：東映、監督：根岸吉太郎、主演：薬師丸ひろ子）
- 晴れ、ときどき殺人（1984年5月26日公開、配給：東映セントラルフィルム、監督：井筒和幸、主演：渡辺典子）
- トロピカルミステリー青春共和国（1984年6月9日公開、配給：東宝、監督：小原宏裕、主演：安田成美、原作：青春共和国）
- 愛情物語（1984年7月14日公開、配給：東映、監督：角川春樹、主演：原田知世）
- いつか誰かが殺される（1984年10月10日公開、配給：東映、監督：崔洋一、主演：渡辺典子）
- 結婚案内ミステリー（1985年6月15日公開、配給：東映セントラルフィルム、監督：松永好訓、主演：渡辺典子、原作：結婚案内ミステリー風）
- 早春物語（1985年9月14日公開、配給：東宝/角川春樹事務所、監督：澤井信一郎、主演：原田知世）
- どっちにするの。（1989年8月26日公開、配給：東宝、監督：金子修介、主演：中山美穂、原作：女社長に乾杯!）
- ふたり（1991年5月11日公開、配給：松竹、監督：大林宣彦、主演：石田ひかり）
- あした（1995年9月23日公開、配給：東宝、監督：大林宣彦、主演：高橋かおり、原作：午前0時の忘れもの）
- 四姉妹物語（1995年1月28日公開、配給：東宝、監督：本田昌広、主演：清水美砂・牧瀬里穂・中江有里・今村雅美、原作：三姉妹探偵団）
- 死者の学園祭（2000年8月5日公開、配給：東映、監督：篠原哲雄、主演：深田恭子）[1]
- セーラー服と機関銃 -卒業-（2016年3月5日公開、配給：KADOKAWA、監督：前田弘二、主演：橋本環奈、原作：セーラー服と機関銃・その後 -卒業-）

### 舞台
- 名探偵はひとりぼっち（初演：1984年、宝塚歌劇団）
- 夢から醒めた夢（初演：1987年、劇団四季）[17]
- ふたり（初演：2003年、アミューズ）
- 音楽朗読劇 三毛猫ホームズ （初演：2025年1月、KADOKAWA）[18]

### ゲーム
- 死体置場で夕食を
- 赤川次郎の幽霊列車（1991年）
- 魔女たちの眠り（1995年）
- 夜想曲（1998年）
- 魔女たちの眠り-復活祭-（1999年）
- 夜想曲2（2001年）
- 魔女たちの眠り-完全版-（2001年）
- 月の光 〜沈める鐘の殺人〜（2002年）
- 赤川次郎ミステリー 夜想曲 -本に招かれた殺人-（2008年）
- 赤川次郎ミステリー 月の光 -沈める鐘の殺人-（2008年）

## 参考資料
- 郷原宏『赤川次郎公式ガイドブック』（2001年1月20日、三笠書房王様文庫）ISBN 4-8379-6073-1
- 『イマジネーション 今、もっとも必要なもの』 （2004年、光文社）